# Hideshi Hino

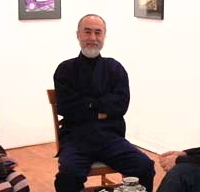
Hideshi Hino

Hideshi Hino (日野日出志, Hino Hideshi, ur. 19 kwietnia 1946 w Qiqihar, Chiny) – japoński twórca mangi, tworzący głównie prace z gatunku horroru. Oprócz stworzenia takich komiksów jak Hell Baby, Hino Horrors czy Panorama of Hell, wyreżyserował dwa filmy z serii Królik doświadczalny – Kwiat ciała i krwi oraz Syrenę w kanale. Dla jego dzieł charakterystyczna jest brutalność właściwa gatunkowi gore, ale również tematyka ekologiczna, społeczna (jak np. prześladowania w szkole, relacje międzyludzkie) czy też nawiązywania do japońskiego folkloru (np. yōkai).

## Życiorys
Urodził się w mieście Qiqihar, w okresie okupacji Chin przez wojska japońskie. Jego rodzice byli japońskimi imigrantami; w wyniku porażki Japonii i końca II wojny światowej, rodzina musiała powrócić do macierzystego państwa. Rzekome odniesienia do wczesnego okresu życia są widoczne w jego mangach - jak twierdzi sam autor można je odnaleźć w Panorama of Hell.
Jako dorosły rozważał pracę w branży filmowej, ale do tworzenia mangi zainspirowały go prace takich twórców jak Shigeru Sugiura i Yoshiharu Tsuge. Jego własna działalność rozpoczęła się od krótszych prac, czyli dōjinshi. W 1967 r. opublikował pierwszą oficjalną pracę w magazynie COM, kierowanym przez Osamu Tezukę i skupiającym się na mangach eksperymentalnych.
W 2009 r. udzielił wywiadu dla magazynu Vice, w którym odniósł się m.in. do kontrowersji wokół serii filmów Królik doświadczalny, którą współtworzył.

## Tematyka dzieł
Jego najbardziej znane prace to horrory, chociaż występują w nich również elementy komedii. Charakterystyczne dla jego dzieł jest korzystanie z groteski i zestawianie ze sobą postaci, które mają być odrażające i zniekształcone z innymi, wyglądającymi dość zwyczajne lub prezentujących niezwykłe piękno. Często powracającym typem bohatera jest artysta szukający piękna w rzeczach wzbudzających strach lub związanych ze śmiercią i rozkładem. Taka postać pojawia się np. w mandze Panorama of Hell, ale też w filmie Królik doświadczalny 4: Syrena w kanale.

## Życie prywatne
Hino znany jest jako miłośnik i kolekcjoner tradycyjnych japońskich mieczy. Praktykuje także budō.